# Sturla Þórðarson
En aquest nom islandès, el darrer nom és un patronímic, no pas un cognom. La manera de referir-se a aquesta persona és pel nom de pila.
Sturla Þórðarson (1214 – 1284) va ser un cap medieval, escalda, lǫgsǫgumaðr, lǫgmaðr, historiador i godó (goði) islandès del llinatge dels Stúrlungar, que tingué un paper principal en el període de la guerra civil de la Mancomunitat Islandesa en el període conegut com a Sturlungaöld (època dels Esturlungs). L’Sturla era fill d'en Þórður Sturluson i la seua esposa Þóra. Era nebot i pupil de l'escalda, historiador i mitògraf Snorri Sturluson i lluità al costat d’en Þórður kakali Sighvatsson durant la guerra. Era germà de l’escalda Ólaf Þórðarson.
L’Sturla és autor de l’Íslendingasaga, la més extensa junt amb la Sturlungasaga i la Hákonar saga Hákonarsonar, la història del rei Haakon IV de Noruega. També escrigué la història del fill de Haakon IV i hereu Magnus VI de Noruega, Magnúss saga lagabœtis, però només n'han sobreviscut uns fragments. Alguns investigadors l'impliquen com a autor de la Kristnisaga, l’Ágrip af sǫgu Danakonunga i l’Sturlubók, una transcripció de la Landnámabók. També apareix a l’Skáldatal com a escalda de la cort d’en Birgir Magnússon („Birger Jarl“).
Sturla va ser elegit lögsögumaður de tota Islàndia durant un breu període, i redactà, per ordre del rei Magnús lagabœtir Hákonarson el codi de lleis Járnsíða, que fou un codi legal que ni tan sols estigué deu anys en vigor (del 1273 al 1281).